# Viktor Karpenko
Viktor Aleksandrovich Karpenko (ros. Виктор Александрович Карпенко, ur. 7 września 1977 w Taszkencie) – uzbecki piłkarz pochodzenia rosyjskiego grający na pozycji pomocnika.

## Kariera klubowa
Karierę piłkarską Karpenko rozpoczął w klubie FK Buchara. W 1997 roku zadebiutował w jego barwach w pierwszej lidze uzbeckiej. W Bucharze grał do końca 1998 roku, a na początku 1999 roku przeszedł do Qizilqum Zarafshon. W 2000 roku trafił do rosyjskiego Szynnika Jarosław z Pierwego Diwizionu. Po dwóch sezonach gry w Szynniku odszedł do FK Czyta z tej samej ligi, a w 2003 roku wrócił do Szynnika i przez 1,5 roku grał z nim w Priemjer-Lidze. Drugą połowę 2004 roku spędził w Sokole Saratów.
W 2005 roku Karpenko przeszedł do kazachskiego Kajratu Ałmaty. W zespole Kajratu występował w latach 2005-2006. W 2007 roku wrócił do Uzbekistanu i został zawodnikiem Quruvchi Taszkent, przemianowanego w 2008 roku na Bunyodkor. W 2008 roku sięgnął z nim po dublet, a w 2009 roku po swoje drugie mistrzostwo Uzbekistanu.
| Sezon | Klub               | Kraj       | Rozgrywki        | Mecze | Bramki |
| ----- | ------------------ | ---------- | ---------------- | ----- | ------ |
| 1997  | FK Buchara         | Uzbekistan | Olij Liga        | 23    | 4      |
| 1998  | FK Buchara         | Uzbekistan | Olij Liga        | 24    | 1      |
| 1999  | Qizilqum Zarafshon | Uzbekistan | Olij Liga        | ?     | ?      |
| 2000  | Szynnik Jarosławl  | Rosja      | Pierwyj Diwizion | 25    | 3      |
| 2001  | Szynnik Jarosław   | Rosja      | Pierwyj Diwizion | 7     | 0      |
| 2002  | FK Czyta           | Rosja      | Pierwyj Diwizion | 31    | 14     |
| 2003  | Szynnik Jarosław   | Rosja      | Priemjer-Liga    | 22    | 6      |
| 2004  | Szynnik Jarosław   | Rosja      | Priemjer-Liga    | 14    | 1      |
| 2004  | Sokoł Saratów      | Rosja      | Pierwyj Diwizion | 15    | 0      |
| 2005  | Kajrat Ałmaty      | Kazachstan | Priemjer-Liga    | 14    | 3      |
| 2006  | Kajrat Ałmaty      | Kazachstan | Priemjer-Liga    | 25    | 8      |
| 2007  | Quruvchi Taszkent  | Uzbekistan | Olij Liga        | ?     | ?      |
| 2008  | Bunyodkor Taszkent | Uzbekistan | Olij Liga        | ?     | ?      |
| 2009  | Bunyodkor Taszkent | Uzbekistan | Olij Liga        | ?     | ?      |
| 2010  | Bunyodkor Taszkent | Uzbekistan | Olij Liga        |       |        |

## Kariera reprezentacyjna
W reprezentacji Uzbekistanu Karpenko zadebiutował 2 kwietnia 2003 roku w zremisowanym 2:2 towarzyskim meczu z Białorusią. W 2007 roku został powołany przez selekcjonera Raufa Inileyeva do kadry na Puchar Azji 2007. Tam wystąpił w 3 spotkaniach: z Malezją (5:0), z Chinami (3:0) i ćwierćfinale z Arabią Saudyjską (1:2).